# Юрт (казачий)
Юрт, или Казачья станица, — низшее административно-территориальное образование донских казаков.
В системе дореволюционного административно-территориального деления Области Войска Донского, термин "юрт" аналогичен и находится на том же уровне, что и и термин "волость". Синоним термина "юрт" это "станица", но не стоит путать со станицей, как отдельный населенный пункт - административный центр юрта (станицы). 
У тюркских народов юрт означал жилище (тат. йорт, юрта), однако вторым значением этого слова был улус, как составная часть Орды (например, Тайбугинский юрт) или владенье, область, земля, государство.

## История
От Царя и Великого Князя Михаила Федоровича всея Русии на Дон, в нижние и верхние юрты, атаманам и казакам и всему Донскому войску и пр.— ТСД, Юрт.
У древних (?) казаков юрт означал угодья (пастбища) одной или нескольких станиц или городков (куренная земля у кубанских казаков). Совокупность юртов составляла войско. Границы юрта с древних времен утверждались Войсковыми Кругами. После того, как группа казачьих семей или станица решала основать новый городок, они обращались в Главную Войску за разрешением «обысканный юрт занять». После расследования, не будет ли от этого другим станицам «утеснения» им разрешалось «Юрт занять и собрав станицу городок устроить и жить, как и иные наши городки». Одновременно с этим им выдавалась «заимочная грамота». С начала XVIII в., при основании городка станица должна была произвести «развод рубежей» и точно определить границы с соседними казачьими поселениями. После этого она получала «разводную грамоту», которая служила документом, определявшим право станицы на её Юрт (территорию).

## Современность
В современной России охватывает казаков одного района какой-либо области. Юрт имеет свой круг и (юртового) атамана, который имеет чин войскового старшины или есаула. Входит в состав более крупного казачьего объединения (например, округа). Современная численность юрта может составлять 300 казаков (батальон) и обладать муниципальной казачьей дружиной.

## Названия юртов
Айдарский юрт (Новоайдарский район), Аксайский юрт (Аксайский район), Неклиновский юрт (Неклиновский район), Миллеровский юрт (Миллеровский район), Сальский юрт (Сальский район), Семилукский юрт (Семилукский район) и многие другие.